# Les Larmes de Brunehilde
Les Larmes de Brunehilde est un roman historique écrit en 2007 par Jean-Louis Fetjaine. Il s'agit du second et dernier roman de la série Les Reines pourpres.

## Résumé des trois premiers chapitres

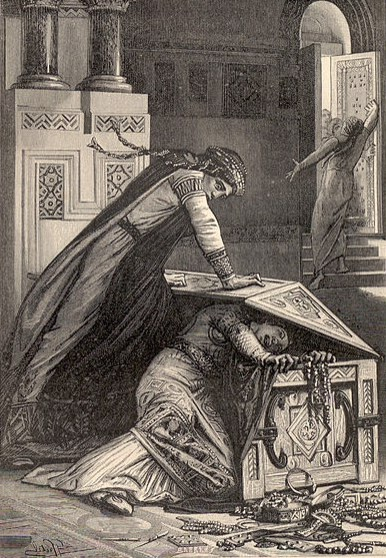
Frédégonde manque de tuer Rigonde (Illustration de 1887).

570. La peste ravage le sud de la Gaule. À Metz, la reine Brunehilde donne naissance à un fils : Childebert. Quelques jours plus tard, durant la messe de la pentecôte, l'enfant est baptisé par l'évêque Ageric de Metz.
573. La guerre reprend. Chilpéric envoie son fils Clovis conquérir les terres méridionales de Sigebert et Brunehilde. Le roi de Metz s'allie alors avec Gontran. L'armée de celui-ci commandée par le patrice Mummol, attaque les troupes de Clovis. Le jeune prince fuit la bataille et va se réfugier derrière les murs de Bordeaux. Puis, à l'arrivée de l'armée ennemie, il s'enfuit une nouvelle fois...

## Différence avec la réalité historique
Le roman est dans l'ensemble assez fidèle à la réalité historique. Jean-Louis Fetjaine a cependant pris quelques libertés. Ainsi dans le chapitre 17, La Mort du Roi, il place la fameuse scène où Frédégonde tente de tuer Rigonde avec un coffre en 584. Or, ce drame a eu lieu en réalité en 589 comme l'indique clairement Grégoire de Tours (Histoire des Francs, livre IX, chapitre 34).

## Éditions françaises
- 2007 : Les Larmes de Brunehilde, éditions Belfond (format livre).
- 2008 : Les Larmes de Brunehilde, éditions Pocket (format poche).